# Ama Girls
Pour plus de détails, voir Fiche technique et Distribution.
Ama Girls est un court métrage documentaire américain réalisé par Winston Hibler, sorti en 1958.
Ce documentaire, produit par Walt Disney Productions, fait partie de la collection People and Places.

## Synopsis
Le film présente les ama, des plongeuses en apnée japonaises, connues comme pêcheuses de perles.

## Fiche technique
- Titre : Ama Girls
  - Autre titre : Japan Harvests the Sea
- Réalisateur : Ben Sharpsteen
- Scénario : Dwight Hauser
- Producteur : Walt Disney, Ben Sharpsteen,
- Production : Walt Disney Productions
- Durée : 29 min
- Date de sortie : 9 juillet 1958

## Récompenses et distinctions
Le film a obtenu l'Oscar du meilleur court métrage documentaire en 1959,.

## Commentaires
Walt Disney a offert l'oscar pour ce film à Ben Sharpsteen alors parti en retraite peu de temps avant et qui s'était beaucoup investi sur cette production. Mal à l'aise avec les remerciements, Disney a rendu visite à Sharpsteen dans une ferme du nord de la Californie, a discuté des possibilités d'aménagement du terrain puis est parti mais en oubliant un objet emballé sur une table, l'oscar décerné en 1958.